# Them Thar Hills
Them Thar Hills é um filme de curta-metragem estadunidense de 1934 do gênero comédia, dirigido por Charley Rogers e estrelado pela dupla Laurel & Hardy.

## Elenco
- Stan Laurel...Stan
- Oliver Hardy...Ollie
- Mae Busch...Madame Hall
- Charlie Hall...Senhor Hall (creditado como Charley Hall)
- Billy Gilbert...médico
- Richard Alexander...criminoso (não creditado)
- Eddie Baker...policial (não creditado)
- Bobby Burns...policial (não creditado)

## Sinopse
Oliver sofre de gota e fica com o pé inchado. O médico lhe aconselha a descansar nas montanhas e beber bastante água. Stan então fala a Ollie sobre um amigo que tem um trailer para alugar e assim os dois logo seguem viagem. Eles vão até um lugar com uma cabana abandonada e um poço. Não sabem que ali era o esconderijo de fabricantes de bebidas ilegais e que ao serem cercados pela polícia e antes de serem capturados, os bandidos despejaram litros de uísque no poço para se livrarem das provas do crime.
Stan e Ollie começam a preparar o jantar e pegam a "água" no poço. Stan acha a cor diferente e Ollie lhe diz que é o "ferro" natural das montanhas, e que por isso o médico lhe pedira para beber bastante. Não demora muito e os dois já estão ligeiramente embriagados quando chega um casal de viajantes que lhes pedem um pouco de gasolina para seguirem viagem. O homem apanha um galão e volta para o carro enquanto a mulher fica para beber um pouco de água e descansar.
Quando o homem retorna com o carro, o trio já está completamente embriagado e cantando sem parar. Ao lhe oferecerem "água", o homem percebe o que é e manda a mulher esperá-lo no carro enquanto ele começa a brigar com Stan e Ollie. Depois de já estar coberto de penas e melado, com um pouco do próprio cabelo grudado no queixo e um desentupidor grudado na testa, o homem despeja gasolina nas calças de Ollie e acende fogo. Stan então sugere ao amigo que pule no poço para apagar as chamas. Quando ele faz isso, o poço explode e Ollie é atirado longe e cai de cabeça, ficando semienterrado no solo. Uma continuação está no filme Tit for Tat de 1935.